# Dong-gu, Daegu
Dong-gu (koreanska: 동구) är ett stadsdistrikt i staden Daegu i Sydkorea. Den ligger i den centrala delen av landet, 240 km sydost om huvudstaden Seoul. 
Stadsdistriktet har 350 000 invånare och utgör den nordöstra delen av staden Daegu. En mindre del av distriktet ligger på västra sidan floden Geumho och utgör en del av stadens centrum. Området består av stadsdelarna Hyomok-dong, Sincheon-dong och Sinam-dong. På den östra sidan floden finns förortsområden längs floden med bland annat Daegus internationella flygplats och mer glesbebyggda bergsområden. Området består av stadsdelerna Ansim-dong, Bangchon-dong, Bullobongmu-dong, Dongchon-dong, Dopyeong-dong, Gongsan-dong, Haean-dong, Hyeoksin-dong och Jijeo-dong.  
Den tätbebyggda delen av Dong-gu betjänas av 13 stationer på linje 1 i Daegus tunnelbana.